# Velimir Stjepanović
Velimir Stjepanović, född 7 augusti 1993 i Abu Dhabi, Förenade arabemiraten, är en serbisk simmare som tävlar för DC Trident i International Swimming League. Han har tidigare tävlat för Plivački Klub Partizan. 

## Karriär
Vid olympiska sommarspelen 2020 i Tokyo tog Stjepanović sig till semifinal på 200 meter frisim och slutade på 16:e plats. Han var även en del av Serbiens lag som slutade på 10:e plats på 4×100 meter frisim och som slog nationsrekord med tiden 3.13,71.
Vid EM 2024 i Belgrad var Stjepanović en del av Serbiens lag som tog guld på 4×100 meter frisim.